# Happisburgh
Happisburgh (IPA /ˈheɪzbrə/ - Hays-bro) è un villaggio e una parrocchia civile nella contea inglese di Norfolk.
La torre della chiesa di Santa Maria (XV secolo) è un importante punto di riferimento per i marinai. Il fonte battesimale ottagonale, anch'esso del XV secolo, ha scolpite immagini di vario genere, tra cui leoni e satiri.
La costa di Happisburgh è interessata da un preoccupante fenomeno di erosione, iniziato circa 5000 anni fa.  In tempi più recenti l'intera parrocchia di Happisburgh di Whimpwell èandò perduta in mare nel 1183. Nel 1845 un appezzamento di 12 acri di Happisburgh scomparve in una sola notte.